# Composto polialogenado
Compostos polialogenados (ou polihalogenados) (PHCs, do inglês polyhalogenated compounds) são quaisquer compostos com múltiplas substituições de halogênios. Eles são de particular interesse e importância porque halogênios geralmente são altamente reativos e também bio-acumulam-se em humanos, e compreendem um superconjunto dos quais muitos são compostos de escala industrial, tóxicos e carcinógenos. Éteres de difenila polibromados (PBDEs), bifenilpoliclorados (PCBs), dibenzodioxinas policloradas (conhecidas mais popularmente como dioxinas), compostos perfluorados (PFCs) e hidrocarbonetos aromáticos polialogenados (PAHs) são todos compostos polialogenados. Eles são geralmente não miscíveis em solventes orgânicos ou água, mas miscíveis em alguns hidrocarbonetos dos quais eles frequentemente derivam.